# Communauté de communes de la Dombes
La communauté de communes de la Dombes est une structure intercommunale française située dans l'Ain et regroupant 36 communes.

## Historique
La communauté de communes est créée le 1er janvier 2017. Elle est issue de la fusion des communautés de communes Chalaronne Centre, Centre Dombes et du canton de Chalamont.

## Territoire communautaire

### Composition
La communauté de communes est composée des 36 communes suivantes :

| Nom                              | Code Insee | Gentilé         | Superficie (km2) | Population (dernière pop. légale) | Densité (hab./km2) |
| -------------------------------- | ---------- | --------------- | ---------------- | --------------------------------- | ------------------ |
| Châtillon-sur-Chalaronne (siège) | 01093      | Châtillonnais   | 17,98            | 5 154 (2022)                      | 287                |
| L'Abergement-Clémenciat          | 01001      |                 | 15,95            | 859 (2022)                        | 54                 |
| Baneins                          | 01028      | Athaniens       | 8,91             | 618 (2022)                        | 69                 |
| Birieux                          | 01045      | Birotans        | 15,83            | 280 (2022)                        | 18                 |
| Bouligneux                       | 01052      | Boulignards     | 26,09            | 323 (2022)                        | 12                 |
| Chalamont                        | 01074      | Chalamontais    | 32,88            | 2 544 (2022)                      | 77                 |
| Chaneins                         | 01083      | Chaneinois      | 12,63            | 1 041 (2022)                      | 82                 |
| La Chapelle-du-Châtelard         | 01085      | Châtelardois    | 13,37            | 391 (2022)                        | 29                 |
| Châtenay                         | 01090      | Chatenois       | 14,95            | 358 (2022)                        | 24                 |
| Châtillon-la-Palud               | 01092      | Chatillonnais   | 14,01            | 1 675 (2022)                      | 120                |
| Condeissiat                      | 01113      | Conduxiens      | 21,64            | 815 (2022)                        | 38                 |
| Crans                            | 01129      |                 | 13,23            | 316 (2022)                        | 24                 |
| Dompierre-sur-Chalaronne         | 01146      | Dompierrois     | 4,78             | 453 (2022)                        | 95                 |
| Lapeyrouse                       | 01207      | Lapeyrousiens   | 20,04            | 337 (2022)                        | 17                 |
| Marlieux                         | 01235      | Marliozards     | 16,85            | 1 186 (2022)                      | 70                 |
| Mionnay                          | 01248      | Mionnezans      | 19,62            | 2 309 (2022)                      | 118                |
| Monthieux                        | 01261      |                 | 10,75            | 673 (2022)                        | 63                 |
| Neuville-les-Dames               | 01272      | Neuvillois      | 26,59            | 1 540 (2022)                      | 58                 |
| Le Plantay                       | 01299      | Plantaysiens    | 19,96            | 569 (2022)                        | 29                 |
| Relevant                         | 01319      |                 | 12,38            | 467 (2022)                        | 38                 |
| Romans                           | 01328      | Romanais        | 22,32            | 628 (2022)                        | 28                 |
| Saint-André-de-Corcy             | 01333      | Corciens        | 20,73            | 3 369 (2022)                      | 163                |
| Saint-André-le-Bouchoux          | 01335      |                 | 9,32             | 427 (2022)                        | 46                 |
| Saint-Georges-sur-Renon          | 01356      |                 | 5,66             | 214 (2022)                        | 38                 |
| Saint-Germain-sur-Renon          | 01359      | Saint-Germinois | 15,8             | 262 (2022)                        | 17                 |
| Saint-Marcel                     | 01371      | Saint-Marcelins | 11,64            | 1 300 (2022)                      | 112                |
| Saint-Nizier-le-Désert           | 01381      |                 | 24,96            | 922 (2022)                        | 37                 |
| Saint-Paul-de-Varax              | 01383      | Varaxois        | 25,97            | 1 637 (2022)                      | 63                 |
| Saint-Trivier-sur-Moignans       | 01389      | Utingeois       | 41,99            | 1 910 (2022)                      | 45                 |
| Sainte-Olive                     | 01382      |                 | 7,39             | 357 (2022)                        | 48                 |
| Sandrans                         | 01393      | Sandranais      | 29,02            | 578 (2022)                        | 20                 |
| Sulignat                         | 01412      |                 | 10,8             | 605 (2022)                        | 56                 |
| Valeins                          | 01428      |                 | 4,36             | 131 (2022)                        | 30                 |
| Versailleux                      | 01434      | Versaillois     | 18,77            | 500 (2022)                        | 27                 |
| Villars-les-Dombes               | 01443      | Villardois      | 24,65            | 5 059 (2022)                      | 205                |
| Villette-sur-Ain                 | 01449      | Villetois       | 19,38            | 763 (2022)                        | 39                 |

### Démographie
| 1968   | 1975   | 1982   | 1990   | 1999   | 2009   | 2014   | 2020   |
| ------ | ------ | ------ | ------ | ------ | ------ | ------ | ------ |
| 17 364 | 18 554 | 22 582 | 26 068 | 31 083 | 36 534 | 37 653 | 39 632 |

## Administration

### Siège
Le siège de la communauté de communes est situé à Châtillon-sur-Chalaronne.

### Les élus
La communauté de communes est administrée par le conseil communautaire qui est composé de 60 conseillers.
Ils sont répartis comme suit :
| Communes | Nombre de conseillers |
| --- | --------------------- |
| Châtillon-sur-Chalaronne Villars-les-Dombes                                                                 | 7                     |
| Saint-André-de-Corcy                                                                                        | 4                     |
| Chalamont Mionnay                                                                                           | 3                     |
| Châtillon-la-Palud Neuville-les-Dames Saint-Marcel-en-Dombes Saint-Paul-de-Varax Saint-Trivier-sur-Moignans | 2                     |
| les 26 autres communes                                                                                      | 1 (+ 1 suppléant)     |

### Présidence
| Période         | Période                | Identité        | Étiquette | Qualité                                      |
| --------------- | ---------------------- | --------------- | --------- | -------------------------------------------- |
| 11 janvier 2017 | 2 février 2020 (décès) | Michel Girer    |           | Adjoint au maire de Mionnay                  |
| 16 juillet 2020 | En cours               | Isabelle Dubois | DVD       | Conseillère municipale de Villars-les-Dombes |

### Régime fiscal et budget
Le régime fiscal de la communauté de communes est la fiscalité professionnelle unique (FPU).